# مارسیانوس (پسر آنتمیوس)
مارسیانوس (انگلیسی: Marcianus; ۱ ژانویهٔ ۰۵۰۰ – ۱ ژانویهٔ ۰۴۸۴) سیاستمدار اهل امپراتوری بیزانس بود. یکی از اعضای دودمان لئونید بود. پسر امپراتور غربی آنتمیوس، مارسیانوس با لئونتیا، دختر امپراتور روم شرقی لئون یکم (بیزانس) ازدواج کرد. او دو بار کنسول شد و در سال ۴۷۹ تلاش ناموفق برای سرنگونی امپراتور زنون (امپراتور بیزانس) کرد. پس از دستگیری او مجبور شد راهب شود. او فرار کرد و ارتشی تشکیل داد اما توسط فلاویوس آپالیوس ایلوس تروکاندس شکست خورد و دوباره دستگیر شد. در سال ۴۸۴، زمانی که ایلوس ژنرال ایزوریایی علیه زنون قیام کرد، مارسیانوس آزاد شد و ایلوس او را امپراتور اعلام کرد، قبل از اینکه او را به نفع لئونتیوس خلع کند.